# 安德雷·阿久斯
安德雷·阿久斯（1986年8月12日—）是一位馬耳他足球運動員。在場上的位置是中後衛。他曾在塞爾維亞等國踢球，現在效力於馬耳他足球超級聯賽球隊Hibernians FC Malta。他也代表馬耳他國家足球隊參賽。